# فابيانو كاروانا

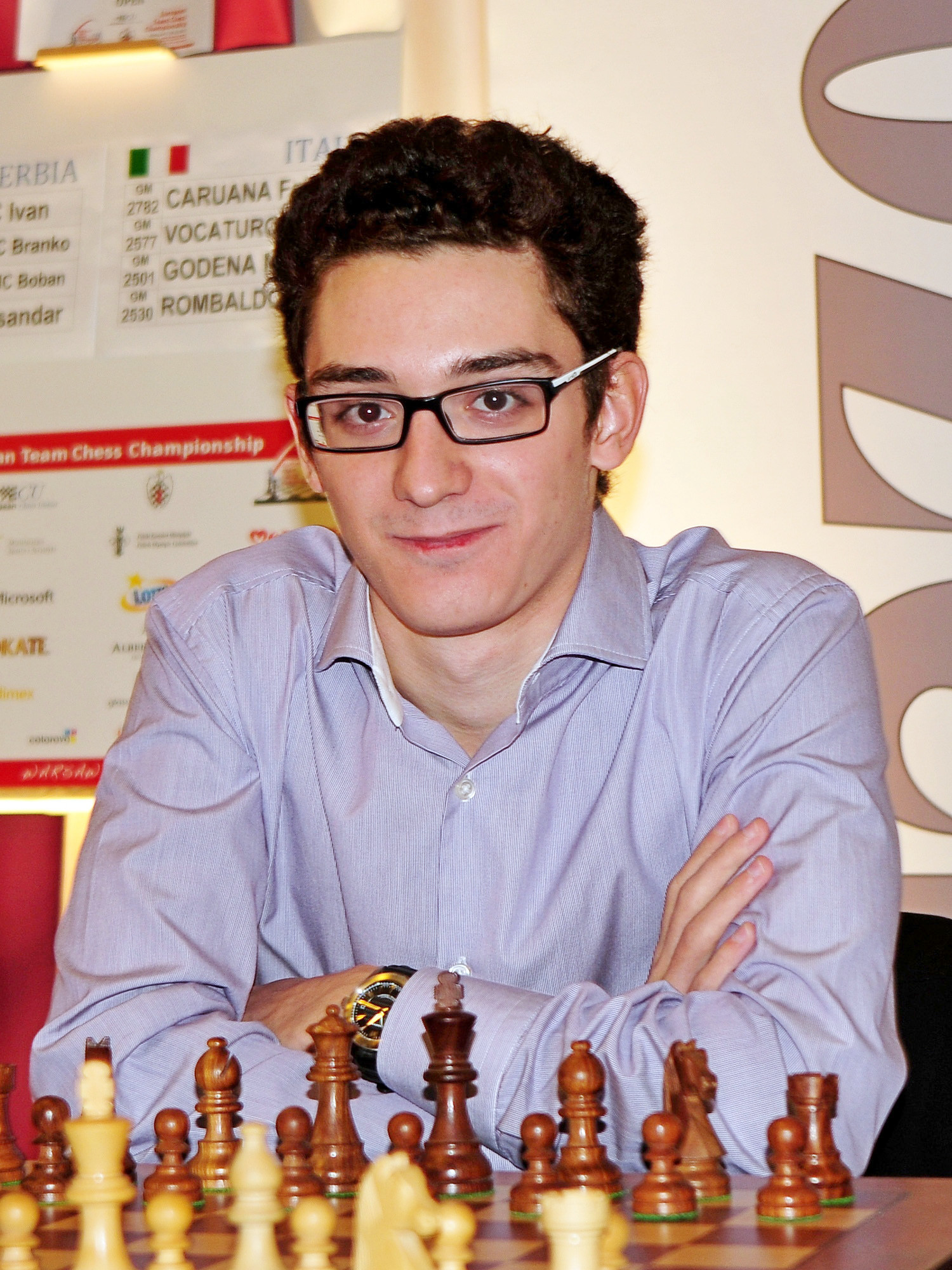
2013

فابيانو كاروانا (بالإيطالية: Fabiano Caruana) (فابيانو لويجي كاروانا) لاعب شطرنج أمريكي إيطالي نال لقب أستاذ دولي كبير في سن 14 عاما، أحد عشر شهرا و 20 يوما، ما يعد إنجازاً وطنيا على الصعيدين الإيطالي والأمريكي
بطل إيطاليا مرتين (2007 و2008). فائز ببطولة فليسينجين (2007) فيك أن زي (الدوري C ، 2008 ) فيك أن زي (الدوري B 2009 ).